# Sagrado Corazón de María (título cardenalicio)
Sagrado Corazón de María es un título cardenalicio de la Iglesia Católica. Fue instituido por el papa Pablo VI en 1969 con la constitución apostólica Sacrum Patrum Cardinalium.

## Titulares
- Ángel Herrera Oria (25 de febrero de 1965 - 28 de julio de 1968)
- Arcadio María Larraona Saralegui, C.M.F. (28 de abril de 1969 - 7 de mayo de 1973)
- Lawrence Trevor Picachy, S.I. (24 de mayo de 1976 - 29 de noviembre de 1992)
- Julius Riyadi Darmaatmadja, S.I. (26 de noviembre de 1994)